# Kazuya Kawabata
Kazuya Kawabata (河端 和哉 Kawabata Kazuya?), född 22 oktober 1981 i Hokkaido prefektur, är en japansk fotbollsspelare.
Kawabata började sin karriär 2003 i Consadole Sapporo. Efter Consadole Sapporo spelade han för Roasso Kumamoto, Giravanz Kitakyushu, V-Varen Nagasaki, FC Ryukyu och ReinMeer Aomori. Han avslutade karriären 2017.